# Valdez TV
Valdez TV es un canal regional venezolano de carácter comunitario, con base en la población venezolana de Güiria, fundado en abril de 2005 y puede ser vista en el Municipio Valdez del estado venezolano de Sucre en la frecuencia UHF en el canal 23; Marcos Vargas es el legal representante del canal.